# 袁伟霞
袁伟霞（1965年—），汉族，中华人民共和国政治人物、第十一届全国政协委员。
担任武汉钢铁集团公司技术中心教授级高级工程师。2008年，当选第十一届全国政协委员，代表中华全国总工会，分入第十七组。。2018年2月24日，当选为第十三届全国人大代表。